# Марінгвін (Луїзіана)
Марінгвін (англ. Maringouin) — місто (англ. town) в США, в окрузі Ібервіль штату Луїзіана. Населення — 891 особа (2020).

## Географія
Марінгвін розташований за координатами 30°29′27″ пн. ш. 91°31′7″ зх. д. / 30.49083° пн. ш. 91.51861° зх. д. (30.490746, -91.518616).  За даними Бюро перепису населення США в 2010 році місто мало площу 1,91 км², уся площа — суходіл.

## Демографія
Згідно з переписом 2010 року, у місті мешкало 1098 осіб у 397 домогосподарствах у складі 282 родин. Густота населення становила 576 осіб/км².  Було 439 помешкань (230/км²).
Расовий склад населення:
| - 85,9 % — чорних або афроамериканців - 13,7 % — білих - 0,1 % — азіатів |

До двох чи більше рас належало 0,4 %. Частка іспаномовних становила 0,2 % від усіх жителів.
За віковим діапазоном населення розподілялося таким чином: 24,0 % — особи молодші 18 років, 60,1 % — особи у віці 18—64 років, 15,9 % — особи у віці 65 років та старші. Медіана віку мешканця становила 38,9 року. На 100 осіб жіночої статі у місті припадало 92,3 чоловіків;  на 100 жінок у віці від 18 років та старших — 83,3 чоловіків також старших 18 років.
Середній дохід на одне домашнє господарство  становив 40 060 доларів США (медіана — 25 179), а середній дохід на одну сім'ю — 52 044 долари (медіана — 38 000). За межею бідності перебувало 32,1 % осіб, у тому числі 45,7 % дітей у віці до 18 років та 33,3 % осіб у віці 65 років та старших.
Цивільне працевлаштоване населення становило 414 осіб. Основні галузі зайнятості: освіта, охорона здоров'я та соціальна допомога — 29,5 %, роздрібна торгівля — 18,4 %, мистецтво, розваги та відпочинок — 9,7 %, фінанси, страхування та нерухомість — 7,5 %.